# MusicBrainz Picard
MusicBrainz Picard是一个自由开源软件，可以对音频文件识别、编辑标签及整理。该软件由管理MusicBrainz的MetaBrainz基金会开发。
Picard通过将音频文件的元数据或声学指纹与数据库中的记录进行比对，从而识别这些音频文件。当Picard识别音频文件时，它可以向文件中添加新信息，例如艺术家、专辑标题、唱片公司和发行日期等。在某些情况下，它还可以添加更详细的信息，例如表演者及其乐器的列表。这些信息来源于MusicBrainz数据库。

## 开发
Picard最初名称为“MusicBrainz Tagger”，由MusicBrainz的创始人Robert Kaye和其他志愿者开发。软件使用Python语言编写，仅能在Windows平台运行。早期的Tagger可以根据标签或声学指纹来识别歌曲，此后，RealNetworks为改进该项目提供了资金。基于这项赞助，Tagger被改造为Picard，设计了全新的用户界面，在软件底层使用PyQt取代wxPython，并开发了Linux和macOS版本。

## 支持的文件格式
Picard支持下列音频格式
| 音频格式            | 数据压缩 | 容器           |
| ------------------- | -------- | -------------- |
| AAC                 | 有损     | iTunes MP4     |
| Apple Lossless      | 无损     | iTunes MP4     |
| FLAC                | 无损     | Vorbis comment |
| Monkey's Audio      | 无损     | APEv2 tag      |
| MP3                 | 有损     | ID3            |
| Musepack            | 有损     | APEv2 tag      |
| Ogg Vorbis          | 有损     | Vorbis comment |
| OptimFROG           | 无损     | APEv2 tag      |
| Opus                | 有损     | Vorbis comment |
| Speex               | 有损     | Vorbis comment |
| TTA                 | 无损     | ID3            |
| WAV                 | 无损     | 不適用         |
| WavPack             | 无损     | APEv2 tag      |
| Windows Media Audio | 二者     | ASF            |